# Magnanimité
 (février 2025).
Motif : forme
« Magnanime » redirige ici. Pour les autres significations, voir Le Magnanime.

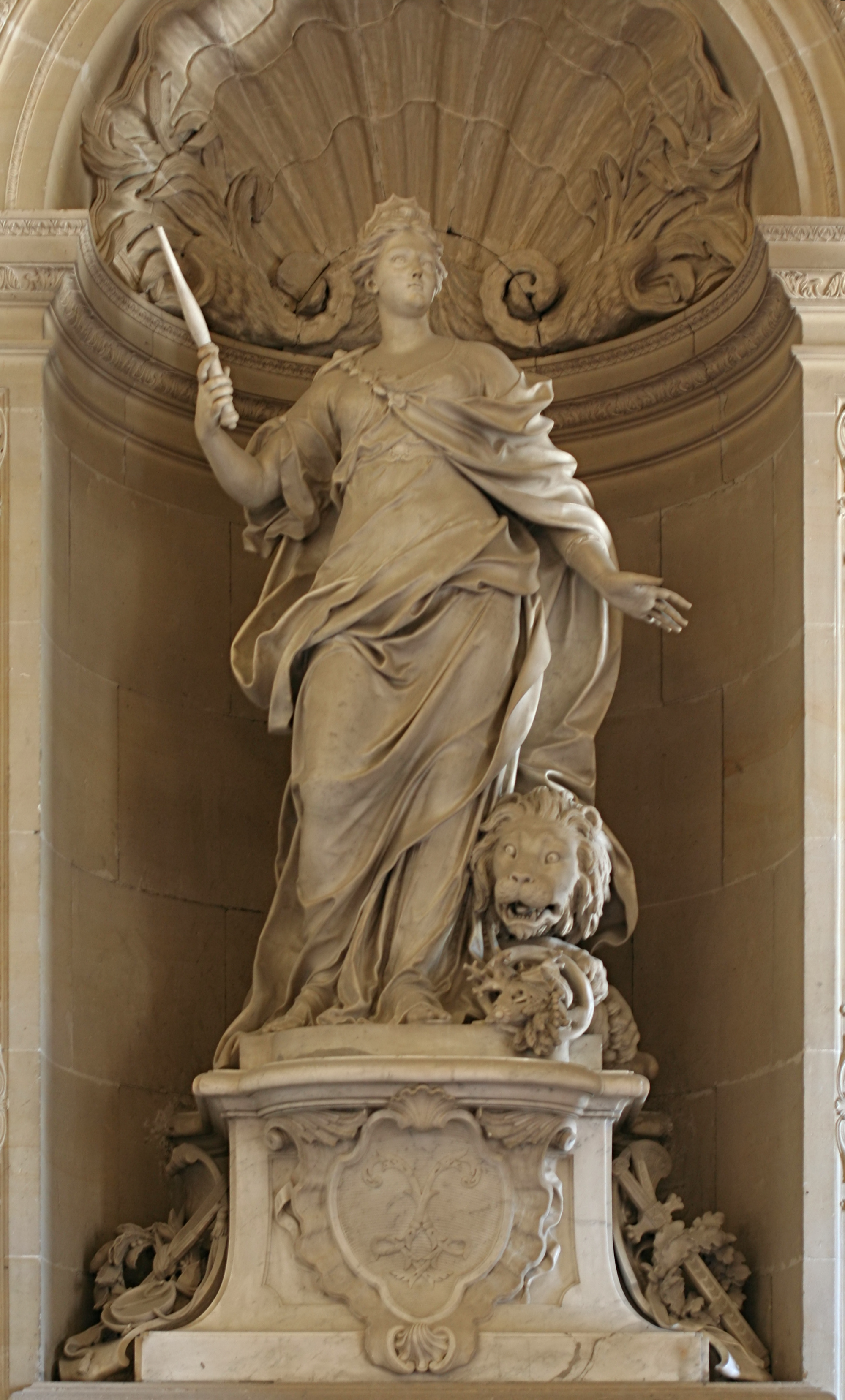
Magnanimité. 1726-1730.
Figure allégorique de la magnanimité royale, un sceptre dans la main droite, l'autre ouverte, à ses pieds le lion symbole de la force et de la grandeur d'âme, les pattes posées sur une corne d'abondance.
Jacques Bousseau, 1681-1740. Château de Versailles, vestibule de la chapelle.

La magnanimité  est la réunion de dispositions personnelles qui motivent l'individu dans ses facultés d'accomplissement personnel essentiellement désintéressées et qui l'incite à saisir toute occasion de persévérer dans une certaine incarnation d'un idéal humain. Cette ample et ferme aspiration s'associe naturellement aux vertus de clémence, de générosité et particulièrement d'indulgence envers tout adversaire ou opposant qui voit au contraire ses intentions anéanties dans une complète défaite.

## Définitions
C'est une vertu exprimée donc principalement en deux sens. Dans le premier, elle a pour synonymes la grandeur d'âme ou l'héroïsme, dans le deuxième, elle a pour équivalents l'empathie ou la pitié.  
La notion est explicitée dans l'Éthique à Nicomaque d'Aristote, chez Panétius, chez Cicéron, puis dans la théologie catholique du Moyen Âge. Elle fut l'une des premières approches de la psychologie politique.  
Bienveillance, bonté, clémence, cœur, générosité, grandeur, indulgence, largeur d'esprit, longanimité, munificence et noblesse, en sont de proches synonymes.

## Origine: un texte de l'Éthique à Nicomaque
La notion, d'usage courant pour évoquer une qualité morale proche de la générosité, a une histoire précise, et est exposée dans l'Éthique à Nicomaque d'Aristote, après l'étude de la libéralité, de l'avarice, et de la magnificence avec le portrait du « magnifique » (le généreux). « On regarde comme magnanime celui qui se croit digne de faire de grandes choses, et qui l'est en effet ; car celui qui conçoit une pareille opinion sans fondement, est dépourvu de jugement; et certes, nul homme vertueux ne saurait manquer de jugement. » Aristote montre que cette vertu  suppose une connaissance objective de soi. L'intégralité de la présentation aristotélicienne déploie un sens proche de « noblesse ».  

## L'«ornement des vertus»
Chez Aristote, la magnanimité est « grandeur d'âme » (magna anima = « grande âme » en latin, d'où magnanimitas, magnitudo animi). Elle rend digne des plus grands honneurs celui qui peut réaliser de grandes choses, qui a confiance en lui-même et s'apprécie lui-même pour ce qu'il vaut, objectivement et sans orgueil. La pusillanimité (petitesse d'âme, pusilla anima) de celui qui ne s'apprécie pas lui-même ce qu'il vaut, et l'orgueil de celui qui se croit capable alors que ses talents sont très modérés, sont les deux extrêmes entre lesquels la magnanimité est le juste milieu. Le magnanime est vertueux et courageux, il attache peu d'importance aux honneurs et dignités, il est bienfaisant, ami ou ennemi sans hypocrisie, franc et sincère dans sa manière de parler. Il est peu enclin à parler des autres ou de lui-même, ou à se plaindre. La vanité impertinente est l'un des opposés de la magnanimité. Le magnanime est désintéressé: il recherche en tout l’idéal du bien et non son propre avantage.  
Selon R. A. Gauthier, il s'agit d'une « vertu générale » qui s'appuie sur toutes les autres, c'est l' « ornement des vertus ». Elle étend son rayonnement sur toute la vie morale, elle est principe d'épanouissement de la personnalité, en faisant tendre à la grandeur et à la perfection de l'humain. « Sa recherche de la grandeur transfigure toutes les vertus (...). Elle suppose les autres vertus. Mais elle leur inspire à toutes un élan nouveau, (...) elle les entraîne toutes dans son aspiration à la grandeur, elle les force à se dépasser elles-mêmes (...) elle aspire de toute son ardeur à la perfection de la vertu. »

## La magnanimité dans les religions et les cultures

### Le cœur et la raison dans la religion chrétienne
Thomas d'Acquin reprend la notion dans sa Somme théologique, questions 128 et 129, et elle devient dans l'ancien régime une des vertus attendues des monarques.  

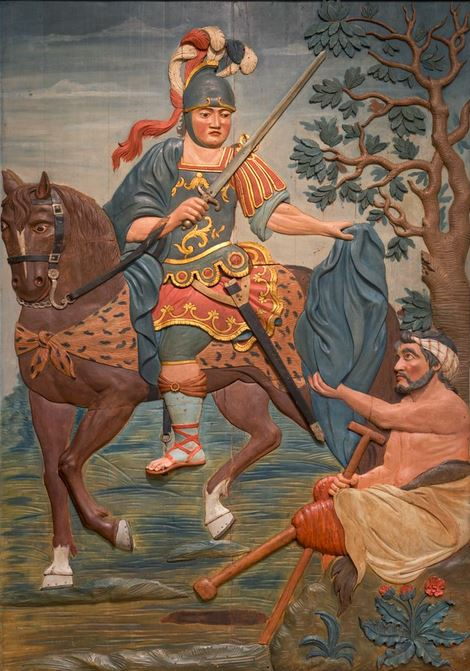
Saint Martin partageant son manteau avec un pauvre. Peinture (1791) attribuée à François Guernon, dit Belleville. Musée national des beaux-arts du Québec.

La pensée chrétienne souligne le lien entre humilité, modestie et magnanimité. Selon Fléchier, les saints sont à la fois humbles et magnanimes, « magnanimité modeste qui leur inspire d'autant plus de crainte et de reconnaissance pour Dieu, qu'ils en ont reçu plus de grâce »,. Saint Martin de Tours, qui divisa sa cape en deux pour protéger du froid un pauvre, et qui traitait son unique serviteur avec respect, en frère, est particulièrement associé à cette synthèse de l'humilité et de la magnanimité. 
Au XXe siècle, C. S. Lewis, d'origine irlandaise, auteur de théologie chrétienne, mais aussi de livres de science-fiction et pour la jeunesse, comme Le Monde de Narnia, considère les valeurs morales qui lui semblent universelles et éternelles, comme l'expression d'une sorte de « Tao ». Pendant la Seconde Guerre mondiale, en 1943, il écrit The abolition of man, où il décrit l'homme nouveau en train d'apparaître, sans cœur (men without chests), gouverné moralement par l'extériorité (conditionné), sans la magnanimité qui est l'expression du lien entre le cœur et la raison. « La tête gouverne les entrailles par l'intermédiaire du cœur -le siège, comme Alain de Lille nous le dit, de la magnanimité, des émotions organisées en sentiments stables par des habitudes bien entraînées. Le cœur, la magnanimité, le sentiment, tels sont les indispensables agents de liaison entre l'homme cérébral et l'homme viscéral. On peut sans doute même dire que c'est cet élément médiateur qui fait de l'homme un homme; car par son intellect il est simplement esprit et par ses appétits, simplement animal. »

### Le ḥilm dans la religion et la culture musulmanes
« Le ḥilm, grandeur de caractère ou longanimité, intelligence ou connaissance au domaine sacré constituait pour les Arabes la vertu par excellence. » Le prophète Mahomet (Muḥammad) est souvent considéré comme un exemple de magnanimité. Celle-ci pourrait être vue dans les différents pactes qu'il a proposés, comme le texte qui fut appelé Ashtiname, mais dont l'authenticité est débattue.

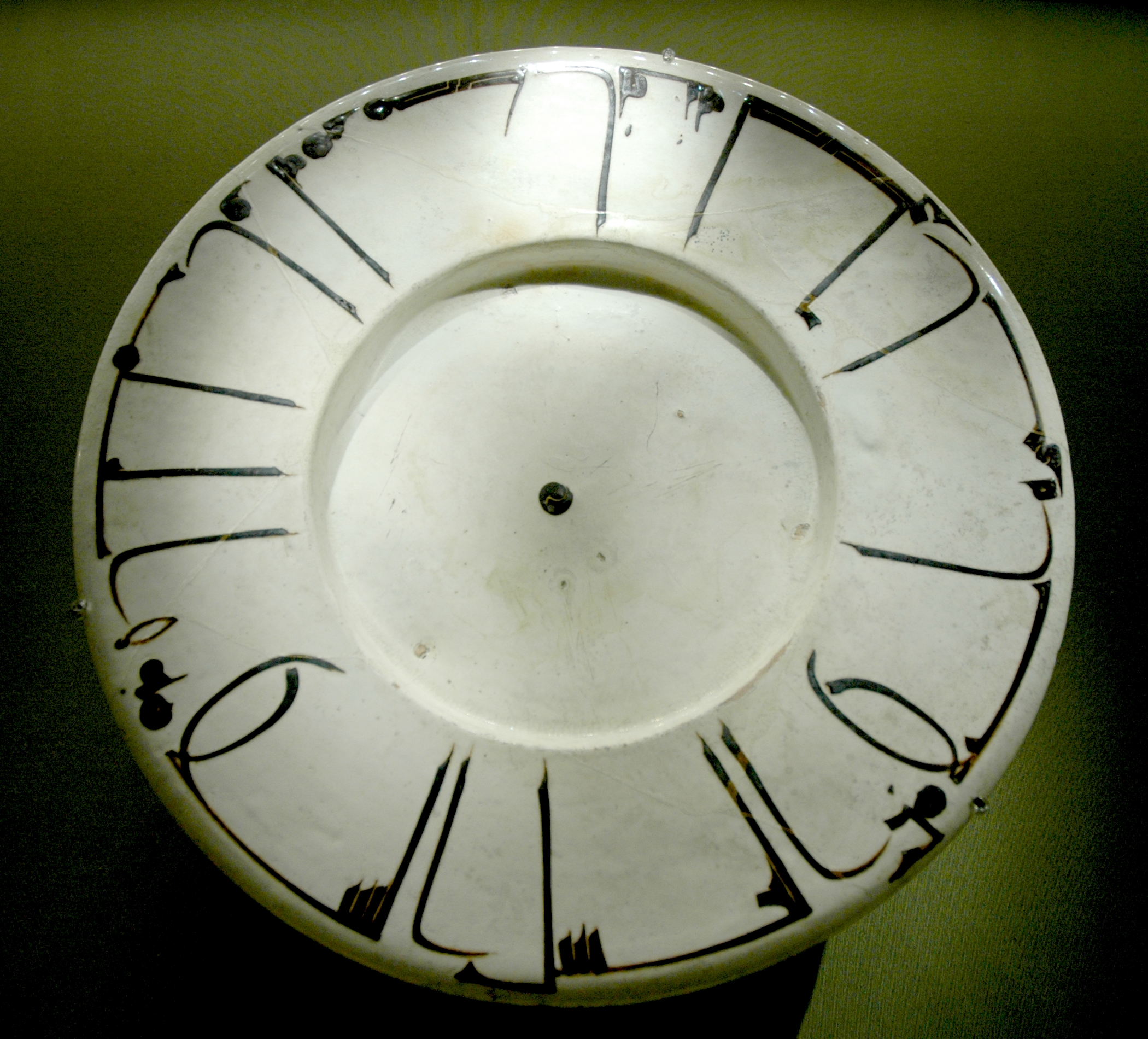
Plat à décor épigraphié, vers le Xe siècle, musée du Louvre, Département des Arts de l'Islam, Paris.

Jules Barthélemy-Saint-Hilaire, dans Mahomet et le Coran: Précédé d'une introduction sur les devoirs mutuels de la Philosophie et de la Religion (1865), parle de ses « traits nombreux de magnanimité et de miséricorde ».
On trouve au musée du Louvre à Paris une céramique islamique, un plat à décor épigraphique de la fin du Xe siècle portant une maxime de sagesse : « La magnanimité est au début d'un goût amer, mais finalement plus douce que le miel ». Les commentateurs modernes de cet objet ajoutent: « Cette vertu est tout particulièrement requise chez les hommes de pouvoir qui prétendent à une autorité, qu'ils soient princes ou membres de l'élite. Les qualités de retenue du langage, de culture et de générosité étaient à l'honneur lors des assemblées de lettrés, au cours desquelles ces plats circulaient sans doute, servant de support à la conversation. »

## Comment un défaut devient une qualité: le «bon sens de l'orgueil»

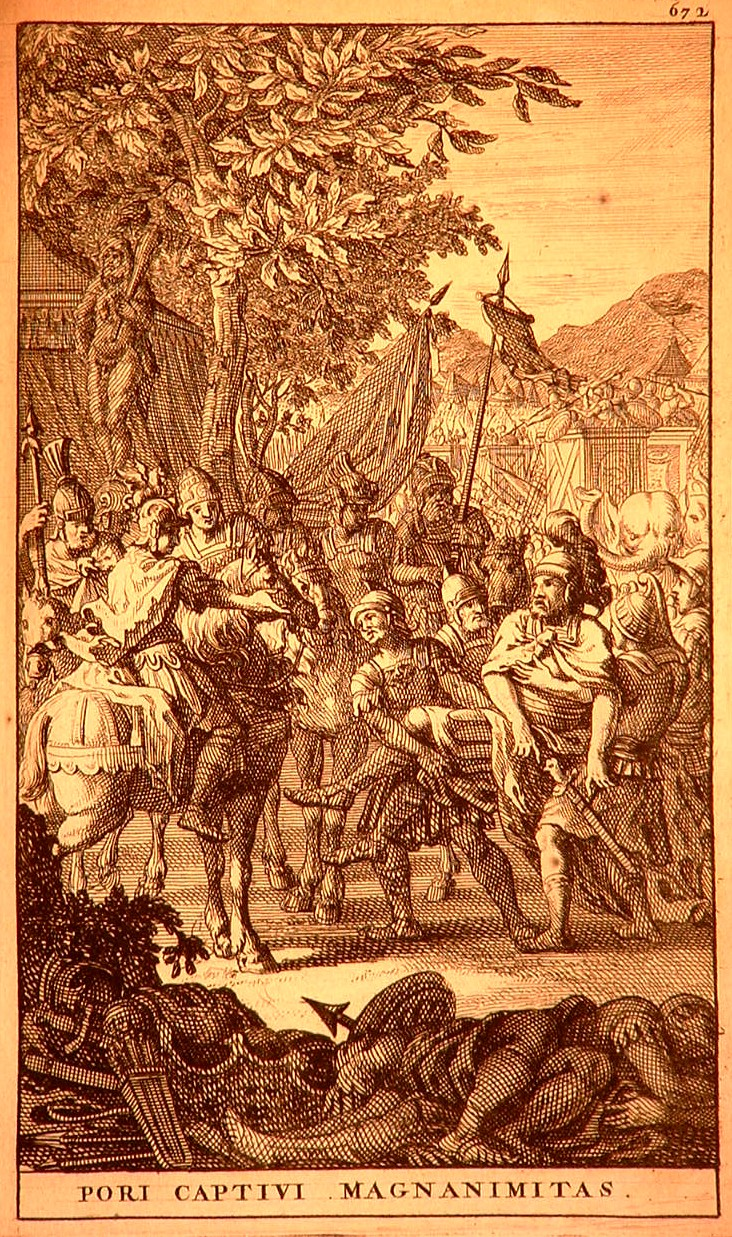
La magnanimité d'Alexandre le Grand envers le roi indien Poros captif.

La Rochefoucauld, dans ses Maximes et réflexions (1665) dit que « La magnanimité est assez bien définie par son nom ; néanmoins on pourrait dire que c'est le bon sens de l'orgueil, et la voie la plus noble pour recevoir des louanges ». Cette idée d'un défaut qui devient une qualité en raison de son orientation au service des autres, est reprise par L. C. Morlet, dans Les beautés de l'histoire tirées des auteurs anciens et modernes -Essai sur l'éducation de la jeunesse (1774) : « La magnanimité est l'amour des grandes choses ; c'est un attachement inviolable pour le beau, le grand, le difficile et l'honnête. On pourrait ajouter à cette définition que c'est le bons sens de l'orgueil et la voie la plus noble pour recevoir des louanges. (...) Un prince magnanime n'a pas de joie plus pure que celle de pardonner ; et c'est principalement à cette joie qu'on reconnaît sa magnanimité. Ce n'est pas sur la reconnaissance du peuple qu'il mesure ses soins et sa bonté : il agit par des vues plus désirables et plus nobles. »

## Occurrences dans l'histoire et la culture, actualité
Dans les nombreux cas où la qualité morale de magnanimité est évoquée dans les arts, les chroniques ou les romans, on trouve des constantes: quatre éléments qui la représentent; sa symbolique est féminine; elle concerne souvent des actes de guerre héroïques; elle est attribuée à certains personnages historiques comme une définition d'eux-mêmes ou un surnom et l'on ajoute alors à leur nom "le magnanime"; enfin, même moins utilisée aujourd'hui (la notion de magnanimité avait naturellement sa place dans une société d'ordres pour justifier différences et privilèges, et est moins acceptée dans un cadre démocratique d'égalité de tous), son actualité semble permanente et continue de faire l'objet d'analyses philosophiques.

### Dans les arts, quatre symboles associés
- Une couronne qui évoque la noblesse et une qualité royale
- Le sceptre qui évoque le pouvoir de réaliser ses nobles pensées
- Le lion qui exprime l'absence de peur dans la détermination à agir
- La corne d'abondance qui manifeste la générosité et l'absence d'intérêt pour les questions matérielles et l'avantage personnel[14]

### Une symbolique féminine
- L'allégorie de la magnanimité est représentée traditionnellement par une femme accompagnée des symboles[15].

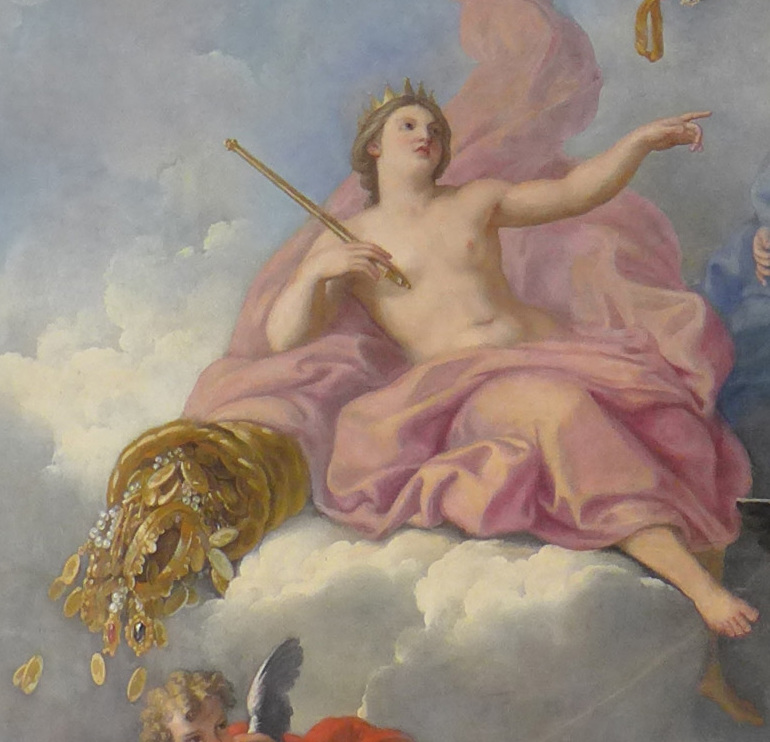
Château de Versailles - Salon de l'Abondance - Magnanimité (détail)

- Château de Versailles - Salon de l'Abondance - Magnanimité (détail)Le Dictionnaire universel français et latin[16] (dit Dictionnaire de Trevoux, chez Ganeau, 1704), possède un article « Magnanimité »[17] où le premier exemple cité concerne une femme: « On ne peut assez louer la magnanimité de cette Princesse, la fortune ne pouvait rien sur elle; ni les maux qu'elle a prévus, ni ceux qui l'ont surprise n'ont abattu son courage » (Bossuet, Oraison funèbre de Henriette-Marie de France, reine de Grande-Bretagne, 1669[18]).

### Héroïsme et action de guerre
- Le Dictionnaire de l'Académie Française définissait la magnanimité comme la vertu des héros[19].
- On retrouve le lien du cœur et de la raison[20] dans l'ouvrage de Bruno Bettelheim Le cœur conscient (1960)[21], où l'auteur parle de son expérience des camps d'extermination.
- Winston Churchill est connu pour avoir déclaré : « In War: Resolution. In Defeat: Defiance. In Victory: Magnanimity. In Peace: Goodwill .»[22]

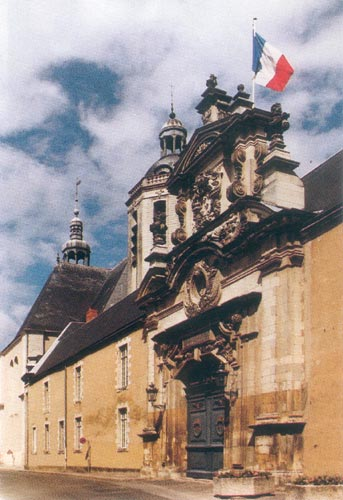
Prytanée national militaire à La Flèche (Sarthe)

- Prytanée national militaire à La Flèche (Sarthe)Le lion[23], représentant la force, le courage et la magnanimité, est souvent utilisé comme symbole dans les forces armées. C'est l'insigne porté par les « Brutions » du Prytanée national militaire de La Flèche (Sarthe).
- Le procès-verbal de la séance de la Convention nationale du 26 messidor an III (14 juillet 1795) a adopté La Marseillaise comme chant national pour la France, lequel comprend ces paroles :

Français, en guerriers magnanimes
Portons ou retenons nos coups !
Épargnons ces tristes victimes,
À regret, s'armant contre nous !

### Personnages historiques magnanimes
- Ont été surnommés ou déclarés magnanimes: Jules César, (il accordait son pardon à ses plus irréductibles adversaires[24]), Alphonse V d'Aragon[25], Philippe Ier de Hesse, Jean-Fréderic Ier de Saxe.

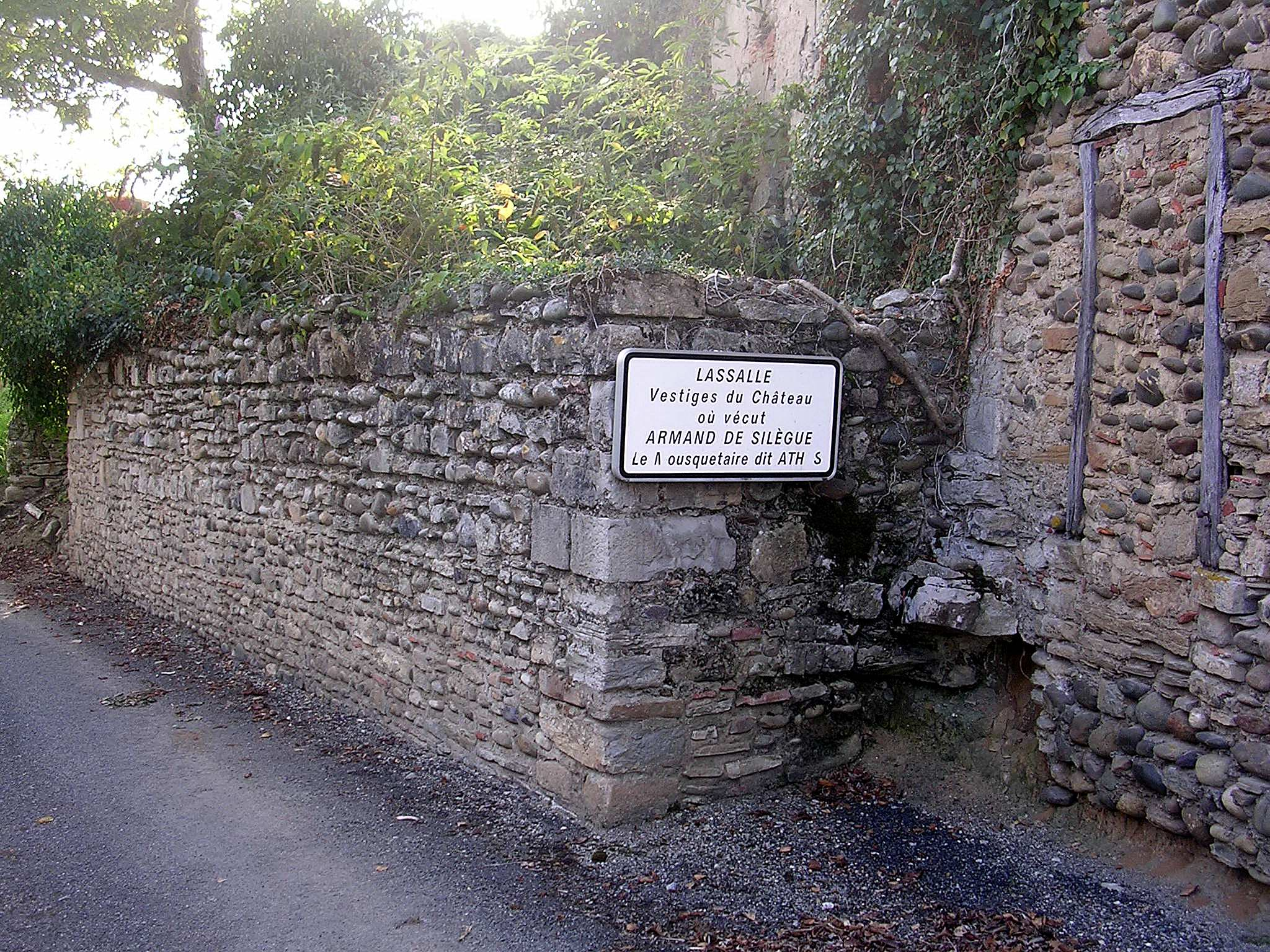
Vestiges du château d'Athos-Aspis, où vécut le mousquetaire Athos

- André Comte-Sponville, dans son Petit traité des grandes vertus (1995), constate que la magnanimité a pratiquement disparu du vocabulaire éthique contemporain, et, cherchant un exemple de personnage possédant cette qualité, évoque Athos, dans Les trois mousquetaires, et plus encore dans Vingt ans après et Le vicomte de Bragelonne[26].

### Analyses philosophiques actuelles
- La notion de magnanimité, vue comme générosité au sens de Descartes, est analysée par Corine Pelluchon dans son livre L'éthique de la considération (2018):

« La force d'âme ne doit pas être confondue avec la force morale que l'on peut définir, comme chez Kant, par l'effort de la volonté pour maîtriser les inclinations qui s'opposent au devoir. Il ne s'agit pas ici de réprimer certains désirs, mais de savoir ce que l'on veut et qui l'on est afin de ne pas dévier de sa trajectoire pour de mauvaises raisons. (...) La force d'âme se fonde sur un rapport à soi et à la vérité qui permet de suivre sa raison et d'avoir confiance en son jugement, c'est-à-dire qu'elle repose sur la magnanimité. »
« Se retenir de frapper quelqu'un lorsque l'on est en colère ou éviter de tomber éperdument amoureux d'une personne ne correspondant pas à ses aspirations profondes témoigne de sa force d'âme et de l'habitude qu'on a prise de subordonner sa volonté à son jugement. »

## Perspectives psychanalytiques
La notion de magnanimité, d'origine antique, reste actuelle: la société humaine, même démocratique, est toujours hiérarchisée, il existe des responsables, des dirigeants, directeurs, surveillants, etc. dans le cadre de l'activité humaine. Ils ont à être efficaces dans leurs fonctions, mais aussi à être empathiques et bienveillants, humains. Selon la psychanalyse, la raison pour laquelle on se propose de s'élever dans une hiérarchie sociale pourrait être déterminée non par la prise de conscience de posséder les qualités nécessaires, mais par des mécanismes de défense et par des illusions sur soi-même, connus depuis le «  faux self  » de Winnicott. 
Le narcissisme est pourvoyeur de ces illusions, avec les réponses défensives aux failles narcissiques, quand l'enfance n'a pas rassuré le sujet sur ses possibilités, sur sa capacité à aimer et à être aimé. La société  risque donc de ne pas toujours confier les responsabilités à ceux qui le méritent, mais à ceux qui ont les plus fortes illusions sur soi-même, et dont les subordonnés deviennent les victimes.  L'approche faite par Heinz Kohut du "Soi grandiose" est éclairante, mais la notion de perversion narcissique introduite en 1986 par Paul-Claude Racamier, est déterminante pour penser l'absence d'empathie associée à l'exploitation d'autrui en vue de favoriser son propre moi.

## Mise à l'honneur
L'astéroïde (8992) Magnanimité est nommé en l'honneur de la notion.